# Lhamana

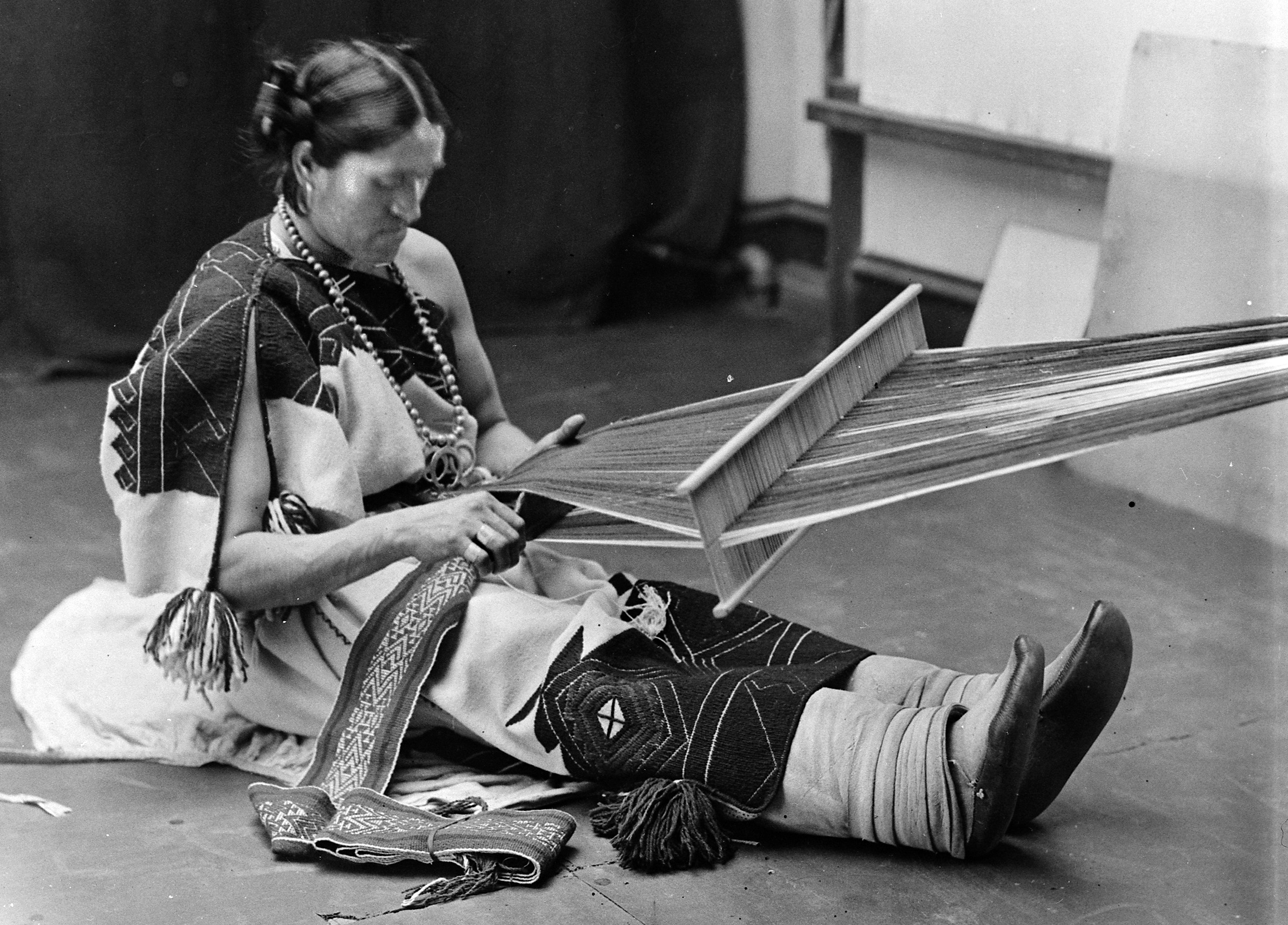
We'wha, una destacada artista de fibra lhamana Zuni y embajadora cultural, tejiendo en un telar de cintura

Las Lhamana ( /ˈlɑːmɪnə/), en la cultura tradicional Zuni, son personas biológicamente masculinas que asumen los roles sociales y ceremoniales que generalmente desempeñan las mujeres en su cultura, al menos parte del tiempo. Llevan una mezcla de ropa de mujer y de hombre y gran parte de su trabajo se realiza en las zonas habitualmente ocupadas por mujeres Zuni. Algunas lhamana contemporáneas participan en la comunidad panindia de dos espíritus.
La lhamana más famosa fue We'wha (1849-1896), quien en 1886 formó parte de la delegación Zuni a Washington D. C., donde se reunió con el presidente Grover Cleveland.

## Papel social
Los relatos del siglo XIX indican que las lhamana, aunque vestían "atuendos femeninos", a menudo eran contratadas para trabajos que requerían "fuerza y resistencia",  como cazar animales grandes y cortar leña.
Además de realizar trabajos pesados, algunas lhamana se han destacado en artes y artesanías tradicionales como la cerámica y el tejido. We'wha, en particular, era una famosa tejedora. 
Se han utilizado pronombres tanto masculinos como femeninos para referirse a la gente lhamana. Al escribir sobre su amiga We'wha, la antropóloga Matilda Coxe Stevenson la describió como:

Ella desempeña funciones religiosas y judiciales masculinas al mismo tiempo que desempeña deberes femeninos, como el cuidado de la ropa y el jardín.

...la persona más inteligente del pueblo. Su carácter fuerte hacía que su palabra fuera ley tanto entre los hombres como entre las mujeres con quienes se relacionaba. Aunque su ira era temida tanto por hombres como por mujeres, era amada por todos los niños, con quienes siempre era amable.

  
Aunque los colonialistas europeos y los seguidores modernos de los estudios queer generalmente los consideran homosexuales, LGBT o transgénero, los lhamana Zuni, al igual que otros roles sociales, culturales y ceremoniales indígenas, existen en una matriz indígena. Los escritores indígenas que escriben sobre estos roles consideran que estas identidades no pueden reducirse únicamente al deseo por personas del mismo sexo o a la adhesión a un conjunto convencional de roles de género, incluso los modernos transgénero o género queer.